# جمعية المهندسين الألمان

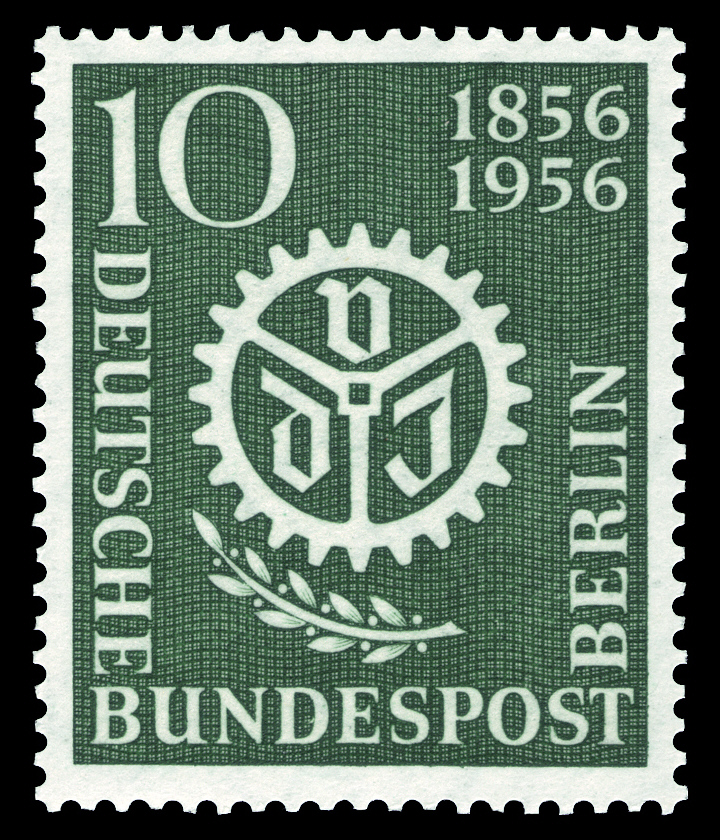
طابع بريد لعام 1956 بمناسبة مرور 100 سنة على إنشاء جمعية المهندسين الألمان

جمعية المهندسين الألمان (بالألمانية: Verein Deutscher Ingenieure) هي منظمة تضم 139000 مهندسًا وعالم طبيعة. تأسست في 1856. تعد جمعية المهندسية الألمان أكبر تجمع للمهندسين في أوروبا الغربية. يقارن عملها بعمل الجمعية الأمريكية للمهندسين المدنيين في الولايات المتحدة ومهندسي أستراليا في أستراليا. جمعية المهندسية الألمان ليست نقابة، وهي تدعم تطور العلوم وتمثل مصالح المهندسين في ألمانيا.

## تاريخ
تأسست الجمعية في 12 مايو 1856 في بلدة ألكسيباد الصغيرة، وأطلقت أول صحيفة للعامة في 1857. في 1866، ساعدت جمعية المهندسين الألمان في إنشاء اتحاد فحص غلايات البخار (بالألمانية: Dampfkesselüberwachungsvereinen) الذي يعد سلف جمعية الرصد التقني (بالألمانية: Technischer Überwachungsverein). في هذا الوقت، لم يكن المهندسون يصنفون في نفس تصنيف المهن العلمية، وقد غيرت الجمعية ذلك في 1899 بإعادة تصنيف المدارس التقنية العليا كنوع من الجامعات. في 1923، تأسست دار نشر تابعة للجمعية، تنشر صحفًا شهرية توزع على الأعضاء. بعد الحرب العالمية الثانية، نقلت الجمعية مقرها من برلين إلى دوسلدورف، التي تظل مقر الجمعية حتى الآن. ساعدت جمعية المهندسين في إنشاء جمعية الهندسة النووية، في 1959. عملت جمعية المهندسين الألمان بالتعاون مع معرض إكسبو 2000 في هانوفر لإقامة أول يوم عالمي للهندسة.

## خدمات
تعرض البوابة الإلكترونية الخاصة بالمهندسين معلومات مرجعية تخص مهام وتاريخ الجمعية وتسمح بإقامة اتصالات مع الخبراء، ومن يستهويه دخول قسم دراسي فني معين عليه بالإطلاع على الصور المهنية وإمكانيات الدراسة المتاحة. ويقدم الموقع أيضًا إرشادات مهمة للمهنيين المستقلين وأخبار مختارة ومواعيد إقامة التظاهرات والأحداث ذات العلاقة بالفضاء الهندسي.

## الروابط الخارجية
- الموقع الرسمي للجمعية